# The Baltimore Sun
Pour les articles homonymes, voir Sun.
The Baltimore Sun est un journal de la ville de Baltimore dans l'État du Maryland aux États-Unis. 
Il fut fondé le 17 mai 1837 par l'imprimeur Arunah Shepherdson Abell et deux associés. La famille Abell garda la tête de la compagnie jusqu’en 1910. Le journal fut vendu en 1986 à  la compagnie de californienne, la Times Mirror Company (en) qui le détient encore aujourd'hui.
Le journal a connu comme de nombreux journaux un déclin de ses lecteurs pour diverses raisons dont l'apparition d'un nouveau quotidien gratuit nommé The Baltimore Examiner (en). En 2000, la Times-Mirror Company fut rachetée par la Tribune Media de Chicago. Le 19 septembre 2005, le journal transforma sa maquette.

## Histoire
Dès sa création en 1837, le journal est en pleine actualité : une semaine plus tôt se produisit aux États-Unis la panique du 10 mai 1837 à New York, lorsque les banques cessèrent tout paiement en espèce (monnaie or ou argent), après une période de fièvre spéculative qui laissait entrevoir l'éclatement prochain de la bulle. La Panique de 1837 est liée à une pénurie d'or générée par la Specie Circular de 1836 et le début du déclin de la production à Auraria (Géorgie). 
À peine lancé, le journal est aussi pointe sur la livraison de nouvelles fraiches grâce à l'idée lancée par Daniel H. Craig, futur organisateur du Poney express de Nouvelle-Ecosse, pour l'Associated Press, de publier dans le Baltimore Sun des nouvelles d'autres villes via un système de pigeons voyageurs. À Baltimore, les pigeons de Craig servent à acheminer les nouvelles de Washington, la ville voisine.
Daniel H. Craig s'est ensuite installé en 1842 à Boston.

## Éditions
Bien qu'il n'y ait plus maintenant qu’une seule édition, il y avait deux éditions par jour dans le passé dénommées The Sun le matin et The Evening Sun l’après-midi. Le quotidien Evening Sun fut publié de 1910 jusqu'au 15 septembre 1995.

## Rédacteurs, illustrateurs et caricaturistes
Parmi les rédacteurs et les membres des équipes de rédaction on retrouve : Rafael Alvarez, Russell Baker, John Carroll, Linda Carter Brinson (en), A. Aubrey Bodine (en), Turner Catledge (en),  Richard Ben Cramer (en), Edmund Duffy (en), Thomas B. Edsall (en), John Filo (en), Jon Franklin (en), Jack Germond (en), James Grant (finance) (en), Mauritz A. Hallgren (en), David Hobby (en),  Brit Hume (en), Gwen Ifill, Gerald W. Johnson (writer) (en), Kevin Kallaugher (en), Murray Kempton (en), Frank Kent (en), Tim Kurkjian (en), Laura Lippman, William Manchester, Jim McKay (en),  Kay Mills (writer) (en), Robert Mottar (en), J. Reginald Murphy (en), Thomas O'Neill (journalist) (en), Drew Pearson (journalist) (en), Ken Rosenthal (en), Louis Rukeyser (en), Dan Shaughnessy (en), David Simon, Michael Sragow (en), John Steadman (en), Jules Witcover (en), William F. Zorzi.
Le journal a remporté 15 prix Pulitzer.